# 315-я истребительная авиационная дивизия
315-я истребительная авиационная Рижская дивизия (315-я иад) — соединение Военно-Воздушных сил (ВВС) Вооружённых Сил РККА, принимавшее участие в боевых действиях Великой Отечественной войны.

## Наименования

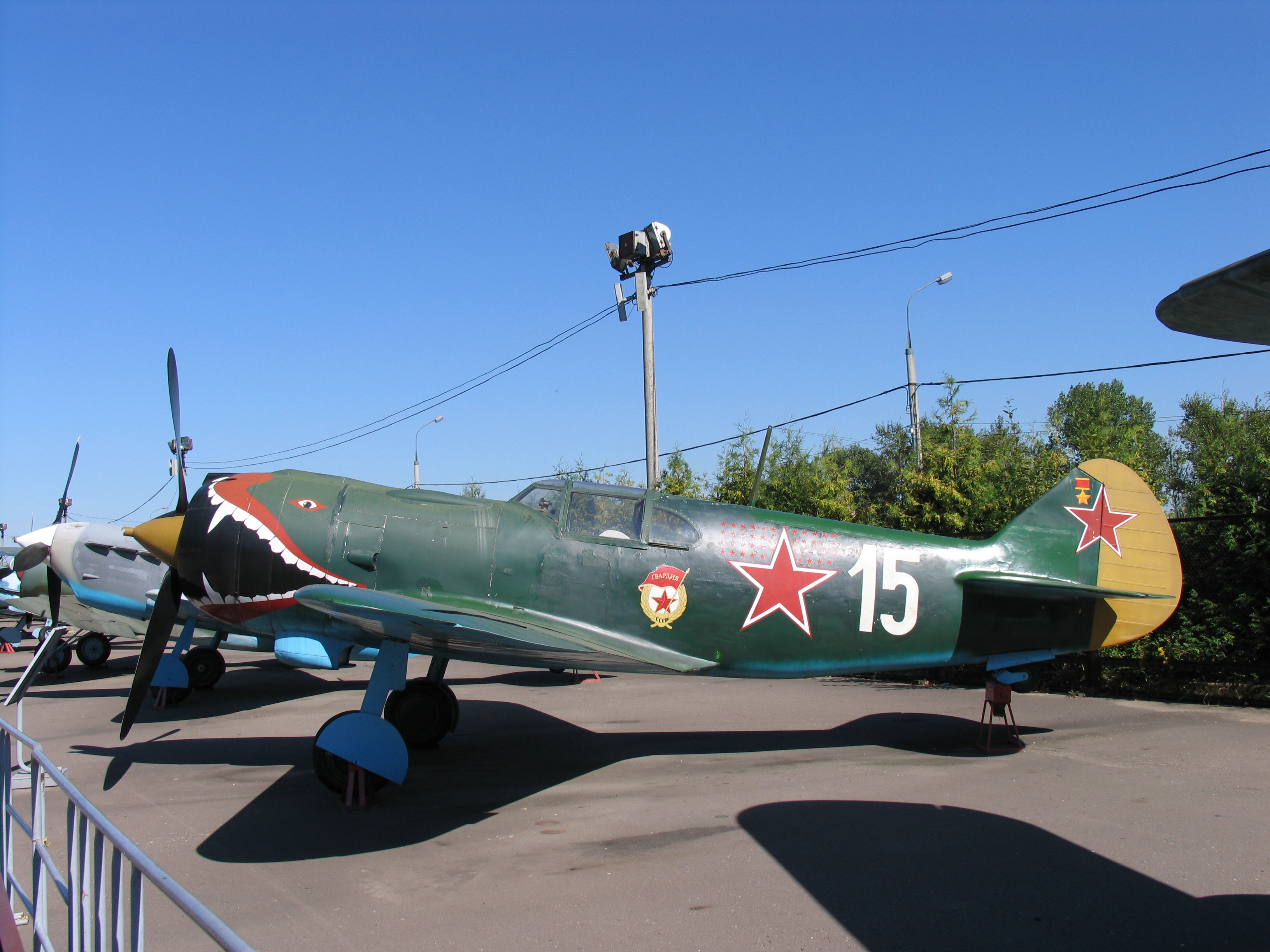
Самолёт Ла-5 находился на вооружении полков дивизии с момента формирования дивизии.

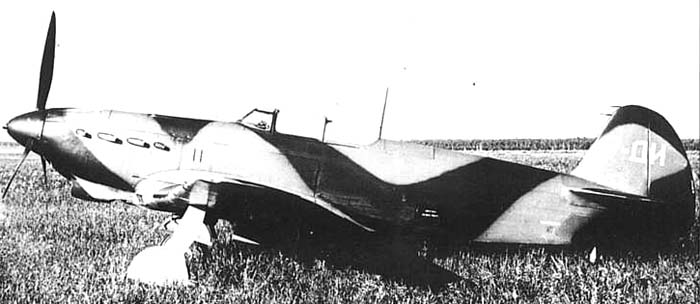
Самолёт Як-7 находился на вооружении полков дивизии с момента формирования дивизии.

- 315-я истребительная авиационная дивизия;
- 315-я истребительная авиационная Рижская дивизия;
- 315-я истребительная авиационная Рижская дивизия ПВО.

## История формирования и боевой путь дивизии
Управление 315-й истребительной авиационной дивизии сформировано 29 апреля 1943 года на основании шифртелеграммы Заместителя Наркома Обороны № № 16/202 от 17.04.1943 г. Во исполнение приказа заместителя Наркома обороны и приказа командующего 15-й воздушной армии № 0098 от 17.04.1943 г. с 29 апреля 1943 года 284-я истребительная авиационная дивизия была переформирована в 284-ю ночную бомбардировочную авиационную дивизию и ей возвращались ночные бомбардировочные полки из прямого подчинения 15-й воздушной армии. А вновь прибывшие из запасных полков истребительные полки на Як-7 и Ла-5 передавались в состав вновь сформированной 315-й истребительной авиационной дивизии. Командиром дивизии назначался полковник Ф. С. Пушкарёв, бывший командиром 284-й дивизии. В состав дивизии переданы:
- 431-й истребительный авиационный полк на Як-7 по штату 015/284 аэродром Студенец;
- 50-й истребительный авиационный полк на Ла-5 по штату 015/284 аэродром Орлик;
- 171-й истребительный авиационный полк на Ла-5 по штату 015/284 аэродром Чернь;

Боевые действия дивизия начала на Брянском фронте в составе 15-й воздушной армии. С 12 июля 1943 года принимает участие в Орловской стратегической наступательной операции при освобождении городов Орёл и Брянск. С 17 сентября 1943 года участвует в боях на 2-м Прибалтийском фронте. За год ведения боевых действий дивизия уничтожила 191 самолёт противника и 11 самолётов повредила.
С 1 января по 1 мая 1944 года дивизия базировалась на аэродромном узле Великие Луки (Медведовка, Гришино), действуя на Новооскольническом направлении. 1 мая 1944 года дивизия перебазирована на аэродромный узел Выбор. С 10 июля по 13 июля 1944 года дивизия воевала на Идрицком направлении. С 14 июля по 27 июля 1944 года дивизия принимала участие в боях за освобождение городов Режица (Резекне) и Двинск (Даугавпилс). 28 июля по 13 августа 1944 года дивизия участвует в боях за освобождение городов Мадоны и Крустпилс.
С 14 августа по 13 октября 1944 года дивизия участвует в боях за освобождение г. Риги. 3 ноября 1944 года — за отличия в боях по освобождению Риги 315-й истребительной авиационной дивизия присвоено почётное наименование «Рижская».
С 14 октября дивизия участвует в составе 14-го истребительного авиационного Рижского корпуса в боях на Курляндском полуострове. С 14 октября по 1 января 1945 года дивизия участвует в составе 14-го Истребительного авиационного Рижского корпуса при попытках прорвать оборону Курляндского котла.
За период с 14 октября по 1 января 1945 дивизией произведено 1471 боевой самолёто-вылет. Слабое противодействие авиации противника дало возможность нашим истребителям широко применить штурмовые удары. В результате неоднократных ударов по аэродромам противника было уничтожено 34 самолёта и 11 повреждено.
В период с 1 января по 8 мая 1945 года дивизия участвовала в боях при попытках прорвать оборону Курляндского котла в составе 2-го Прибалтийского и Ленинградского фронтов. С 5 по 11 января дивизия, взаимодействуя с наземными войсками в районе Джуксте, содействовала наступлению наших войск ведением разведки, прикрытием патрулированием наших войск и сопровождением штурмовиков. В 5 проведённых воздушных боях сбито пять ФВ-190. В течение марта и апреля дивизия преимущественно действовала парами «охотников» (Ла-7 с бомбами) так и в первую очередь по железнодорожным перевозкам противника. За это время было произведено 76 самолёто-вылетов на «свободную охоту».

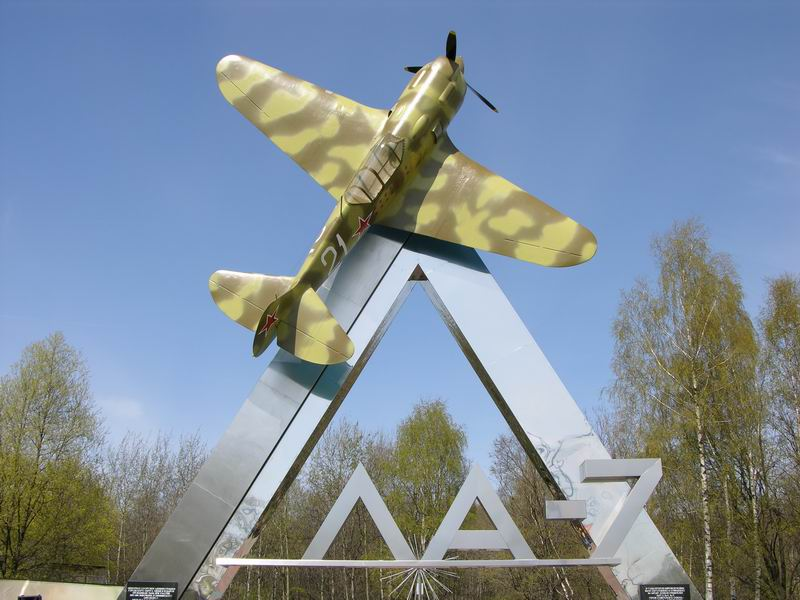
город Химки, памятник Ла-7.
На этом самолёте дивизия встречала День победы.

Патрулированием групп дивизии прикрывала наши наземные войска и боевые действия штурмовиков и бомбардировщиков, сопровождала штурмовиков, вела разведку войск противника, бомбардировочно-штурмовыми ударами по аэродромам уничтожала материальную часть противника, фотографировала передний край обороны, действовала «охотниками» по железнодорожным и шоссейным перевозкам. За этот период частями дивизии произведено 1890 боевых самолётовылетов. Проведено 15 воздушных боев. Всего уничтожено 21 самолёт противника.
Всего за период с 20 апреля 1943 по 9 мая 1945 года 315-й истребительной авиационной Рижской дивизией уничтожено самолётов противника: в 1943 году — 213 в воздухе, 15 на земле, в 1944 году — 191 в воздухе, 11 на земле, в 1945 году — 10 в воздухе, 32 на земле.

## В действующей армии
В составе действующей армии:
- с 17 апреля 1943 года по 9 мая 1945 года.

## Командиры
- Полковник Пушкарёв Фёдор Степанович[1]— с 17 апреля 1943 года по 5 мая 1943 года.
- Полковник Литвинов Виктор Яковлевич[1][4]— с 5 мая 1943 года по октябрь 1946 года.
- Полковник Горлов Никита Романович[1] — с июня 1947 года по декабрь 1949 года.

## В составе соединений и объединений
| Период        | Фронт (округ)                                | армия                               | корпус                                     |
| ------------- | -------------------------------------------- | ----------------------------------- | ------------------------------------------ |
| 17.04.1943 г. | Брянский фронт                               | 15-я воздушная армия                |                                            |
| 20.10.1943 г. | 2-й Прибалтийский фронт                      | 15-я воздушная армия                |                                            |
| 15.10.1944 г. | 2-й Прибалтийский фронт                      | 15-я воздушная армия                | 14-й истребительный авиационный корпус     |
| 01.11.1944 г. | 2-й Прибалтийский фронт                      | 15-я воздушная армия                | 14-й истребительный авиационный корпус     |
| 01.04.1945 г. | Ленинградский фронт Курляндская группа войск | 15-я воздушная армия                | 14-й истребительный авиационный корпус     |
| 09.05.1945 г. | Ленинградский фронт Курляндская группа войск | 15-я воздушная армия                | 14-й истребительный авиационный корпус     |
| 10.05.1945 г. | Прибалтийский военный округ                  | 15-я воздушная армия                | 14-й истребительный авиационный корпус     |
| 01.01.1946 г. | Белорусский военный округ                    | 1-я воздушная армия                 | 14-й истребительный авиационный корпус     |
| 20.02.1949 г. | Белорусский военный округ                    | 26-я воздушная армия                | 58-й истребительный авиационный корпус     |
| 01.07.1950 г. | Московский округ ПВО                         | 64-я воздушная истребительная армия | 88-й истребительный авиационный корпус ПВО |
| 01.07.1950 г. | Московский округ ПВО                         | 64-я воздушная истребительная армия | 88-й истребительный авиационный корпус ПВО |
| 01.09.1951 г. | Северо-Кавказский военный округ              | ВВС округа                          |                                            |
| 01.07.1954 г. | Северо-Кавказская армия ПВО                  |                                     | 36-й истребительный авиационный корпус ПВО |
| 01.03.1960 г. | Северо-Кавказская армия ПВО                  |                                     | 36-й истребительный авиационный корпус ПВО |

## Состав дивизии
| Период                        | Части                                            | Примечание                               |
| ----------------------------- | ------------------------------------------------ | ---------------------------------------- |
| 20.09.1943 г. — 12.01.1944 г. | 68-й гвардейский истребительный авиационный полк | возвращён в 5-ю гв. иад                  |
| 29.04.1943 г. — 01.03.1960 г. | 50-й истребительный авиационный полк             | Передан в состав 19-й армии ПВО          |
| 29.04.1943 г. — 04.07.1946 г. | 431-й истребительный авиационный полк            | Передан в состав 336-й иад               |
| 29.04.1943 г. — 01.03.1960 г. | 171-й истребительный авиационный полк            | Передан в состав 19-й армии ПВО          |
| 24.11.1943 г. — 30.09.1944 г. | 832-й истребительный авиационный полк            | преобразован в 11-й иап Войска Польского |
| 01.06.1946 г. — 20.07.1950 г. | 415-й истребительный авиационный полк            | Передан в состав 133-й иад               |
| 10.07.1946 г. — 01.04.1947 г. | 435-й истребительный авиационный полк            | расформирован                            |
| 01.07.1950 г. — 01.03.1960 г. | 562-й истребительный авиационный полк            | Передан в состав 12-го корпуса ПВО       |
| 31.01.1946 г. — 01.05.1946 г. | 4-й истребительный авиационный полк              | передан в состав 1-го гв. бак            |

## Участие в операциях и битвах
- Орловская операция «Кутузов» — с 12 июля 1943 года по 18 августа 1943 года.
- Брянская операция — с 17 августа 1943 года по 3 октября 1943 года.
- Невельская операция — с 6 октября 1943 года по 10 октября 1943 года.
- Ленинградско-Новгородская операция — с 14 января 1944 года по февраль 1944 года.
- Режицко-Двинская операция — с июля 1944 года по август 1944 года.
- Рижская операция — с 28 сентября 1944 года по 22 октября 1944 года.
- Блокада и ликвидация Курляндской группировки — с 16 октября 1944 года по апрель 1945 года.
- Восточно-Прусская операция — с 13 января 1945 года по 25 апреля 1945 года.

## Награды и наименования
- 315-й истребительной авиационной дивизии Приказом НКО № 353 от 31 октября 1944 года на основании Приказа ВГК № 196 от 13 октября 1944 года присвоено почётное наименование «Рижская»
- 171-му истребительному авиационному полку 4 мая 1943 года за показанные образцы мужества и геройства в борьбе против фашистских захватчиков и в целях дальнейшего закрепления памяти о героических подвигах сталинских соколов[5] присвоено почётное наименование «Тульский».
- 50-й истребительный авиационный полк Указом Президиума Верховного Совета СССР от 2 августа 1944 года за образцовое выполнение боевых заданий командования на фронте борьбы с немецкими захватчиками и проявленные при этом доблесть и мужество награждён орденом Красного Знамени .
- 431-й истребительный авиационный полк Указом Президиума Верховного Совета СССР от 2 августа 1944 года за образцовое выполнение боевых заданий командования на фронте борьбы с немецкими захватчиками и проявленные при этом доблесть и мужество награждён орденом Красного Знамени.
- 171-й истребительный авиационный Тульский полк Указом Президиума Верховного Совета СССР от 9 августа 1944 года за образцовое выполнение заданий командования в боях с немецкими захватчиками, за овладение городами Даугавпилс (Двинск) и Резекне (Режица) и проявленные при этом доблесть и мужество награждён орденом Красного Знамени.

## Благодарности Верховного Главнокомандования
- за овладение городом Идрица[6]
- за овладение городами Даугавпилс (Двинск) и Резекне (Режица)[7]
- за овладение городом Рига[8]

## Отличившиеся воины дивизии
Сотни воинов дивизии были награждены орденами и медалями, а 5 из них удостоены звания Героя Советского Союза:
- Шевцов, Александр Григорьевич, капитан, штурман 171-го истребительного авиационного полка 315-й истребительной авиационной дивизии 15-й воздушной армии 8 сентября 1943 года удостоен звания Герой Советского Союза. Золотая Звезда № 1710.
- Вишняков Иван Алексеевич, майор, заместитель командира 171-го истребительного авиационного полка 315-й истребительной авиационной дивизии 14-го истребительного авиационного корпуса 15-й воздушной армии 23 февраля 1948 года удостоен звания Герой Советского Союза. Золотая Звезда № 8317
- Лозовский Виктор Артемьевич, капитан, заместитель командира эскадрильи 431-го истребительного авиационного полка 315-й истребительной авиационной дивизии 14-го истребительного авиационного корпуса 15-й воздушной армии 23 февраля 1948 года удостоен звания Герой Советского Союза. Золотая Звезда № 5824
- Оздоев Мурад Ахмедович, младший лейтенант, лётчик 431-го Краснознамённого истребительного авиационного полка 315-й истребительной авиационной дивизии 14-го истребительного авиационного корпуса 15-й воздушной армии 8 мая 1995 года удостоен звания Герой Российской Федерации. Золотая Звезда Героя России № 157
- Соболев Константин Фёдорович, майор, командир эскадрильи 171-го истребительного авиационного полка 315-й истребительной авиационной дивизии 14-го истребительного авиационного корпуса 15-й воздушной армии 15 мая 1946 года удостоен звания Герой Советского Союза. Золотая Звезда № 8082

| МиГ-17 | МиГ-15 | МиГ-17 |